# Туризм в Лондоне

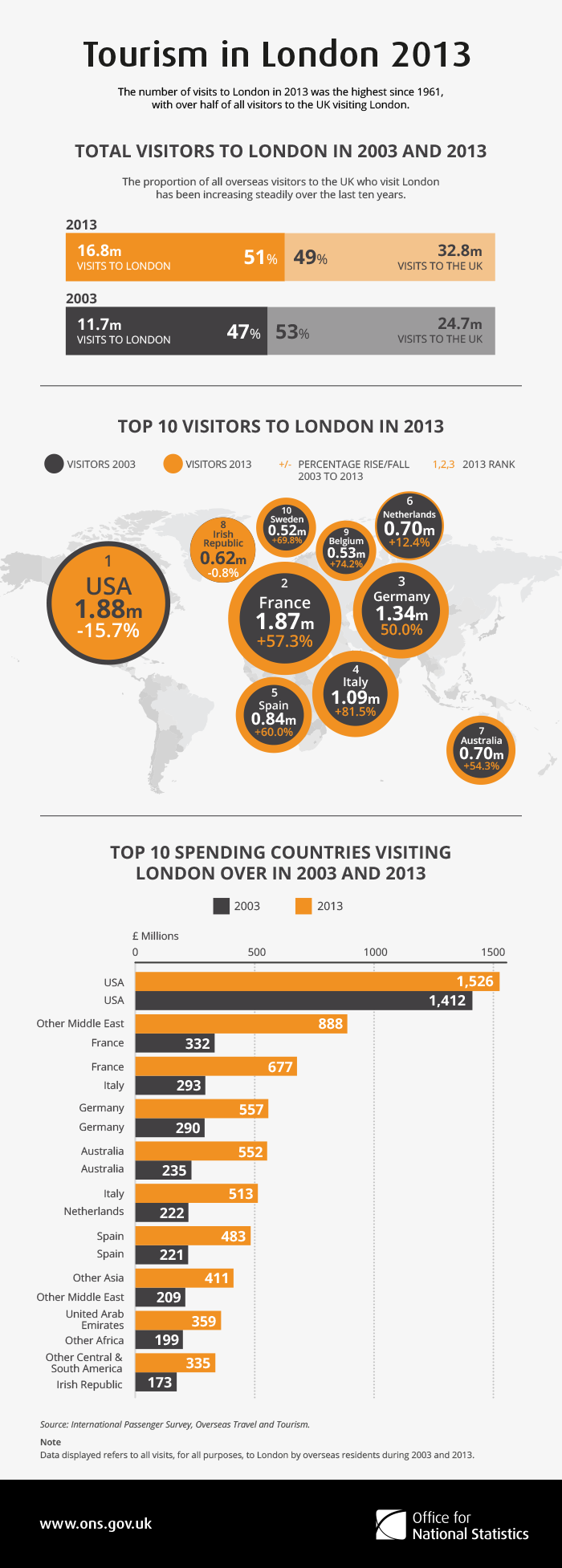
Туризм в Лондоне, 2013 год

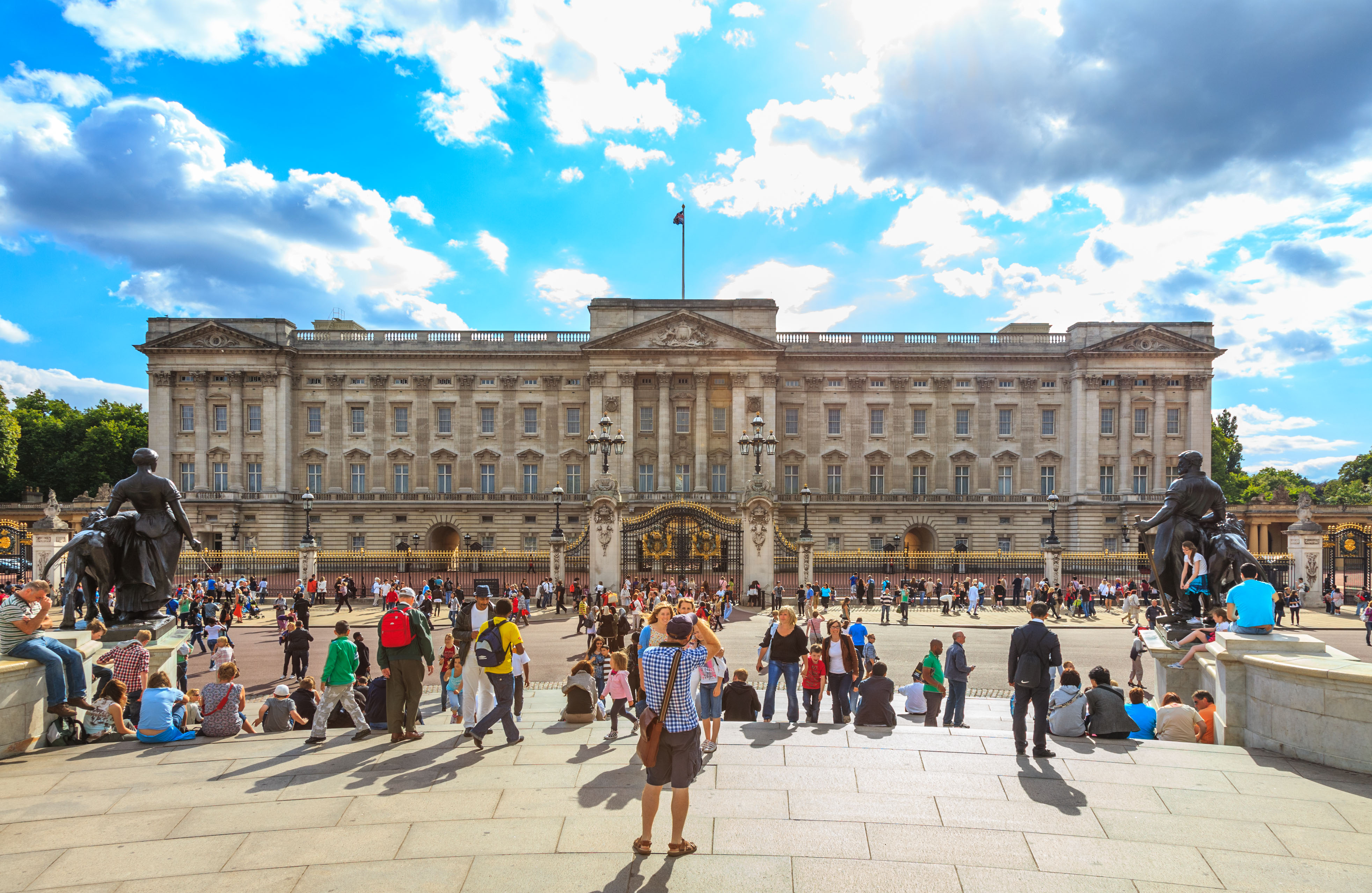
Туристы в Букингемском дворце.

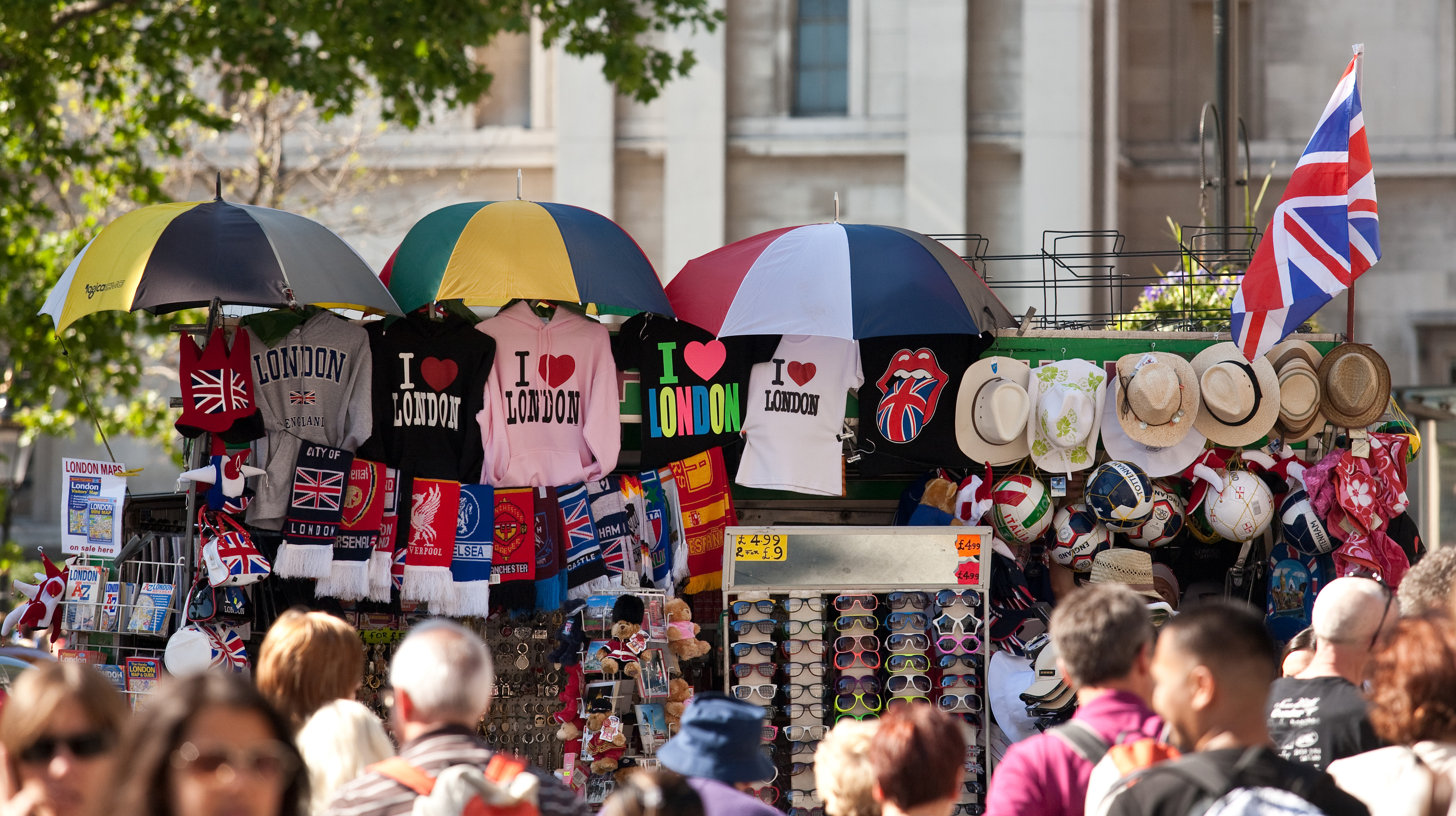
Прилавок для туристов, где продаются различные лондонские и британские сувениры на краю Трафальгарской площади на улице Стрэнд.

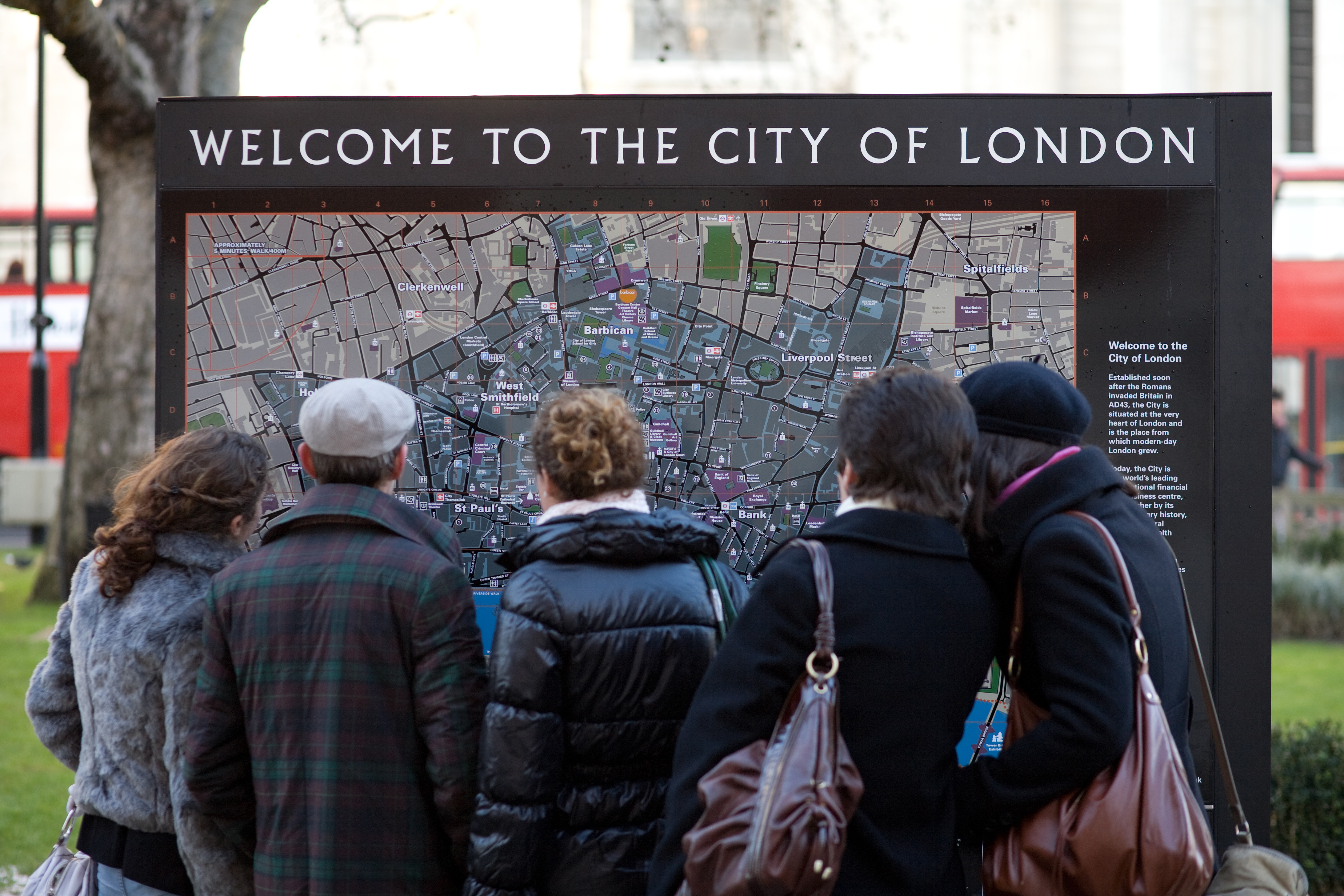
Туристы смотрят карту близ Собора Святого Павла.

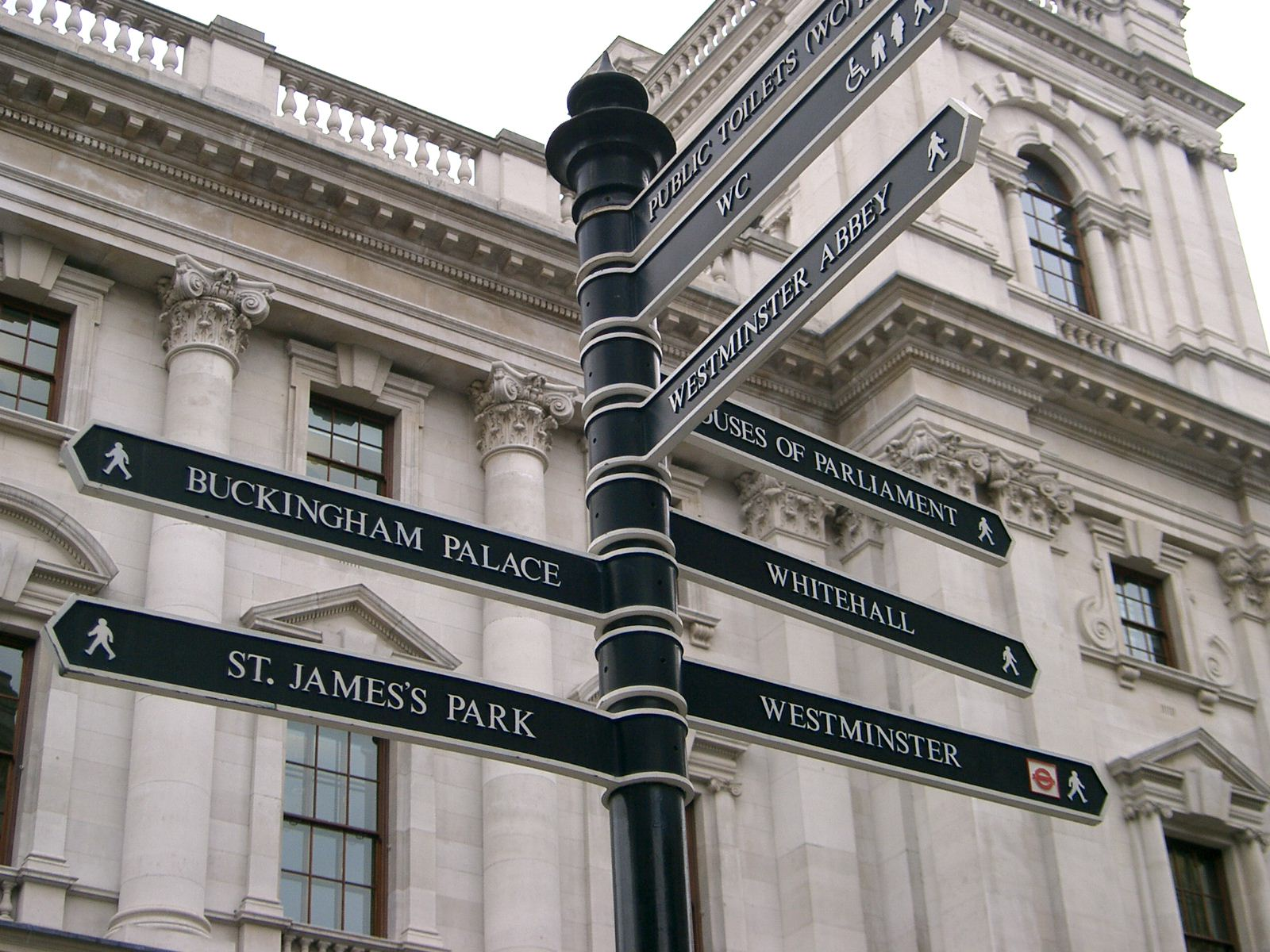
Указатель на Парламентской площади, показывающий направления к близлежащим достопримечательностям.

Лондон является одним из ведущих туристических направлений в мире, и в нём находится множество известных туристических достопримечательностей. В 2018 году город привлёк 20,42 миллиона иностранных посетителей, что сделало его одним из самых посещаемых в мире с точки зрения международных посещений. В 2017 году город принял дополнительно 27,8 млн туристов, ночевавших в стране, а в 2015 году — 280 млн. однодневных туристов.

## Влияние на экономику
Сектор путешествий и туризма в Великобритании принёс 66,3 млрд фунтов стерлингов в ВВП, что составляет 3,4% от общего ВВП в 2016 году и, как ожидается, этот показатель будет расти на 2,2% в год с 2017 по 2027 год до 84,6 млрд фунтов стерлингов, что может составить более до 3,6% от общего ВВП в 2027 году.
В 2011 году посетители Лондона потратили 9,4 миллиарда фунтов стерлингов, что немногим больше половины от общей суммы, потраченной иностранными посетителями всего Соединённого Королевства в том же году.
По данным Deloitte — Oxford Economics, в 2013 году в туристическом секторе было занято 700 000 человек, что составляет 11,6 процента ВВП Лондона.

## Известные достопримечательности
Лондонский глаз — это гигантское колесо обозрения, расположенное на берегу Темзы. Его высота составляет 135 метров, а диаметр — 120 метров. В нескольких минутах ходьбы находятся Лондонский аквариум, башня Елизаветы, здание парламента, Вестминстерское аббатство и колонна Нельсона. В 2013 году в самом высоком здании Лондона, Shard, открылась смотровая площадка для публики. Другие основные туристические достопримечательности в Лондоне включают Лондонский Тауэр, Букингемский дворец (хотя он открыт для публики только в течение ограниченного количества месяцев летом), Тауэрский мост, Музей мадам Тюссо, Лондонский зоопарк, London Dungeon и Собор Святого Павла.
Ассоциация ведущих туристических достопримечательностей указала, что в 2017 году в десятку лучших туристических достопримечательностей вошли следующие:
- Британский музей — 5,9 миллиона посещений
- Галерея Тейт Модерн — 5,7 миллиона
- Национальная галерея — 5,2 миллиона
- Музей естественной истории, Лондон — 4,4 миллиона
- Музей Виктории и Альберта — 3,7 миллиона
- Музей науки, Лондон — 3,3 миллиона
- Саутбэнк Центр — 3,2 миллиона
- Сомерсет-хаус — 3,2 миллиона
- Лондонский Тауэр — 2,8 миллиона
- Королевские музеи Гринвича[англ.] — 2,6 миллиона

## Музеи и галереи
В Лондоне много музеев и художественных галерей, вход в большинство из которых бесплатный. Многие из них являются популярными туристическими местами. Помимо Тейт Модерн и Национальной галереи, к известным галереям относятся Тейт Британия и Национальная портретная галерея.

## Парки
В Лондоне есть несколько парков, где туристы могут прогуляться, отдохнуть и расслабиться. Это Гайд-парк, Риджентс-парк, Грин-парк, Сент-Джеймс-парк, Хампстед-Хит и Гринвич-парк.

## Экономика

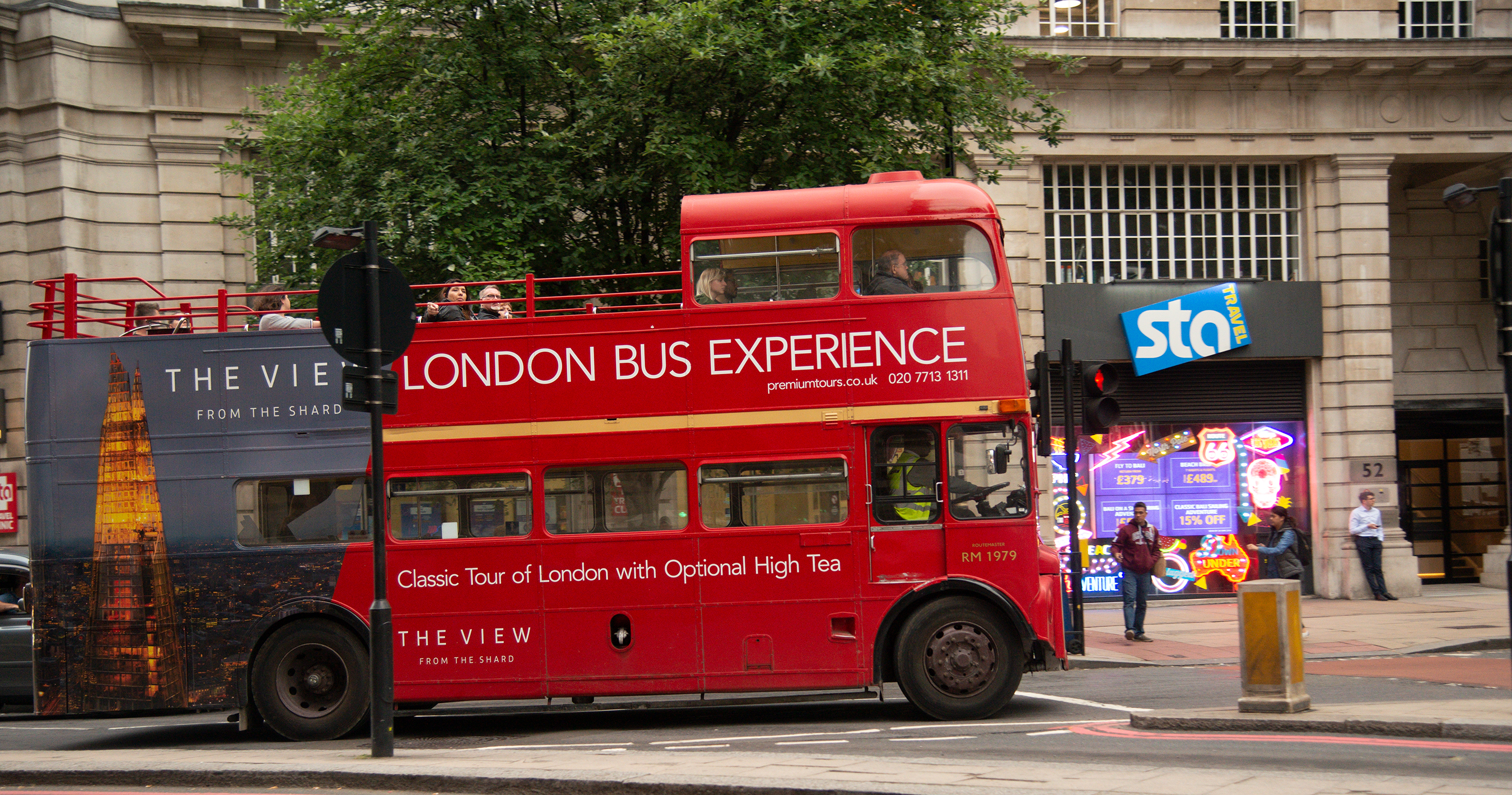
Несмотря на интенсивное движение, несколько компаний используют туристические автобусы в Лондоне.

В 2013 году Лондон привлёк 16,8 млн иностранных посетителей, что составило 51,4% от всех посетителей. Число посетителей по странам:
- Франция 1 904 000
- США 1 878 000
- Германия 1 295 000
- Италия 1 072 000
- Испания 866 000
- Нидерланды 687 000
- Австралия 687 000
- Республика Ирландия 611 000
- Бельгия 531 000
- Швеция 516 000

## Общественный транспорт
Общественный транспорт играет важную роль в доставке туристов к достопримечательностям и обратно, а также в выборе средств и стоимости поездки. Транспорт Лондона тоже может быть достопримечательностью. Лондон предлагает множество видов общественного транспорта: метро (обычно называемое Tube), двухэтажные красные автобусы и такси. Туристы могут приобрести Travelcard, чтобы проехать на метро, автобусе или наземном поезде.